# Salvelinus lonsdalii
Salvelinus lonsdalii es una especie de pez de la familia Salmonidae en el orden de los Salmoniformes.

## Hábitat
Vive en zonas de  aguas dulces  templadas (55 ° N-54 ° N, 4 ° W-2 ° W).

## Distribución geográfica
Se encuentra en el Reino Unido.